# Nanami Hashimoto
Nanami Hashimoto (橋本 奈々未 Hashimoto Nanami?,  Asahikawa, Hokkaidō, 20 de febrero de 1993) es una idol, cantante y modelo japonesa. Hashimoto es conocida por haber sido miembro del grupo de pop femenino Nogizaka46.

## Biografía

### Primeros años
Hashimoto nació el 20 de febrero de 1993 en la ciudad de Asahikawa, Hokkaidō. Su madre planeaba llamarla Reina, pero debido a que un amigo de la familia lo había utilizado antes, su padre eligió entonces el nombre de "Nanami". Creció en una familia de clase baja, aunque recibió una esmerada educación y aprendió hiragana y multiplicaciones en el jardín de infantes.
Ganó su primer concurso de modelaje cuando estaba en su cuarto año de escuela primaria, donde se posicionó en el primer lugar. Durante su sexto año de primaria, perteneció al club de baloncesto debido a su alta estatura y participaba regularmente en dichas actividades. En la secundaria, fue subdirectora general del club de baloncesto. Antes de su debut, Hashimoto aspiraba a ser funcionaria, abogada o bien jugadora profesional de baloncesto. 

### Carrera
Su carrera como idol comenzó cuando fue aceptada como una de los treinta y seis miembros de la primera generación de Nogizaka46, el 21 de agosto de 2011. También fue una de las elegidas para participar en la canción debut del grupo, Guruguru Curtain, lanzada el 22 de febrero de 2012. Desde abril a junio de 2013, Hashimoto interpretó a la heroína en el drama de NTV, Bad Boys J. Ese mismo año también apareció de forma regular en el drama de Fuji TV, Summer Nude. Hashimoto hizo su debut cinematográfico en Bad Boys J: Saigo ni Mamoru Mono, lanzada el 9 de noviembre de 2013.
El 23 de marzo de 2015, fue elegida como modelo exclusiva para la revista de moda femenina CanCam junto con Sayuri Matsumura, quien también es miembro de la primera generación de Nogizaka46. Desde abril de 2015 a febrero de 2017, apareció en el programa de radio School of Lock durante la tercera semana de cada mes. El 28 de agosto del mismo año, lanzó su primer libros de fotos, Yasashii Toge. El libro ocupó el primer lugar en el ranking de Oricon en la categoría de álbumes de fotos, vendiendo 21,000 copias en su primera semana. Hashimoto fue el tercer miembro en lanzar un álbum de fotos después de Mai Shiraishi y Nanase Nishino.
El 25 de febrero de 2016, su propio programa de entretenimiento, Nogizaka46 Hashimoto Nanami no Koi Suru Bungaku, fue estrenado en Hokkaido Cultural Broadcasting. En dicho programa, Hashimoto presenta una novela sobre Hokkaidō, donde nació y creció. El 20 de octubre de 2016, anunció su futuro retiro de Nogizaka46 y de la industria del entretenimiento durante el programa de medianoche, All Night Nippon de Nogizaka46. El 16 de febrero, lanzó su segundo libro de fotos, el cual vendió 27.185 copias en su primera semana y ocupó el primer lugar en el ranking de Oricon. Su última aparición en el escenario fue el primer día del Nogizaka46 5th Year Birthday Live celebrado en el Saitama Super Arena el 20 de febrero de 2017.

## Filmografía

### Televisión
- Bad Boys J (NTV, 2013), Kumi Yoshimoto
- Summer Nude (Fuji TV, 2013), Kiyoko Ishikari
- Love Riron (TV Tokyo, 2013)
- Hatsumori Bemars (TV Tokyo, 2015), Marukyū
- Hana Moyu (NHK, 2015)
- Nogizaka46 Hashimoto Nanami no Koi Suru Bungaku (Hokkaido Cultural Broadcasting, 2016)
- Nogizaka46 Hashimoto Nanami no Koi Suru Bungaku Natsu no Tabi (Hokkaido Cultural Broadcasting, 2016)

### Películas
- Bad Boys J: Saigo ni Mamoru Mono (2013), Kumi Yoshimoto
- Chōnōryoku Kenkyūbu no 3-nin (2014), Azumi Kogure

### Documentales
- Kanashimi no Wasurekata : Documentary of Nogizaka46 (2015)

### Radio
- School of Lock! (Tokyo FM), desde abril de 2015 a febrero de 2017

### Videos musicales
- Fumika - Endless Road (2014)
- Fujifabric - Girl! Girl! Girl! (2015)